# Bellulopora bellula
Bellulopora bellula (Osburn, 1950) è una specie di Briozoi marini dell'ordine Cheilostomatida, unico membro conosciuto del genere Bellulopora Lagaaij, 1963.